# Erina subpallidus
Erina subpallidus är en fjärilsart som beskrevs av Lucas 1889. Erina subpallidus ingår i släktet Erina och familjen juvelvingar. Inga underarter finns listade i Catalogue of Life.